# Peperomia nummularia
Peperomia nummularia är en pepparväxtart som beskrevs av William Trelease. Peperomia nummularia ingår i släktet peperomior, och familjen pepparväxter. Inga underarter finns listade i Catalogue of Life.